# Herminia tarsicrinata
Herminia tarsicrinata là một loài bướm đêm trong họ Noctuidae.